# Brasserie Dow
La brasserie Dow était une des principales brasseries au Québec jusque dans les années 1960. Elle fut fondée par Thomas Dunn en 1790, seulement quatre ans après la fameuse brasserie Molson, dans le quartier de Sault-Saint-Louis à La Prairie, au sud de Montréal. Au cours du XXe siècle, l'industrie brassicole se consolide au Canada et la brasserie Dow fusionne avec d'autres brasseries et poursuit sous le nom de National Breweries Co. Le groupe reprend en 1952 le nom de Dow, sa plus populaire production. La brasserie Dow est finalement absorbée par la brasserie Carling-O'Keefe en 1967 à la suite d'un incident qui a terni sa réputation. 
La brasserie produisait des bières de type ale sous les noms de Dow et Black Horse, ainsi que la lager Kingsbeer.

## Histoire

### Débuts
Thomas Dunn est un fermier et meunier qui se lance dans l'industrie de la bière en 1790 à La Prairie, une halte importante pour les voyageurs faisant la navette entre Montréal et New York. La brasserie construite en bordure du fleuve Saint-Laurent par Dunn alimente plusieurs hôtels de la ville et elle vise également le marché de Montréal. La brasserie produit une ale et un stout typique d'Angleterre. La demande est alors telle que les brasseurs comme Dunn et John Molson ne peuvent fournir à la demande.
La brasserie de La Prairie dure moins de vingt ans, les cuves étant déménagées en 1809 sur la rue Notre-Dame à Montréal par James et John Dunn, fils de Thomas. L'entreprise est alors connue sous le nom de Thomas Dunn & Sons. En 1818, la société déménage rue Saint-Joseph. James Dunn embauche un jeune maître brasseur de 18 ans, William Dow, fils d'un brasseur écossais. 
En 1819, John Dunn se noie et James devient l'unique propriétaire de la brasserie. James Dunn espérait bien que ses deux fils aînés, Thomas et John, prendraient la relève de l'entreprise familiale mais ces derniers ne montrent pas d'intérêt. En 1824, la santé de James Dunn se détériore et il prend William Dow comme associé. L'année suivante, le nom de la brasserie devient Dunn & Dow. À la mort de James Dunn, en 1834, William Dow rachète les parts de son associé et devient l'unique propriétaire de la brasserie ; l'entreprise prend le nom de William Dow and Company. Au moins depuis 1859 (la date pré 1859 reste inconnue), William Dow et Gilbert Scott sont propriétaires de la brasserie. Lorsque Dow décède en 1867, Scott devient le principal propriétaire de l'entreprise et ce, jusqu'en 1893, soit l'année de sa mort.

### Âge d'or
En 1909, la Dow s'allie avec les brasseries Dawes de Lachine, la Eckers (ou Ekers) et la Union, et l'entreprise prend le nom de National Breweries Co. Le but de la fusion est de réduire les coûts de fabrication et de mise en marché. En 1926, le groupe absorbe la brasserie Frontenac qui était mal-en-point après une guerre de prix avec ses concurrents. Les brasseries resteront cependant indépendantes dans ce groupe et la brasserie Dawes a par exemple tenté une fusion avec Molson en 1944.   
La National Breweries  est vendue en 1952 à la Canadian Breweries et le groupe est rebaptisé Brasserie Dow, Dow étant sa marque la plus populaire et un des meilleurs vendeurs au Québec. En 1953, la compagnie s'étend vers l'Ontario en achetant la Ranger Brewing Company, brasserie de Kitchener. Cette usine est fermée en 1961 quand Dow en achète une autre plus moderne à Toronto. Une filiale est établie dans l'Ouest du Canada sous le nom de Dow Brewery (Western) Limited pour desservir le Manitoba et l'Alberta à partir de Calgary. Cependant, soixante-dix pour cent de la production est brassée à Montréal. 
La brasserie de Québec est sur le site du premier établissement brassicole en Nouvelle-France, la Brasserie du Roy, construite par l'intendant Jean Talon en 1668. Les voûtes de l'entrepôt sont les voûtes originales. 
Au début des années 1960, la compagnie fait construire le planétarium Dow pour la venue de l'Exposition universelle de 1967. Elle commandite une émission hebdomadaire de quilles à la télévision. Ses messages publicitaires mettent en vedette son slogan « Dites donc Dow », qui devient un classique.

### Effondrement
Entre août 1965 et avril 1966, 48 patients se présentent dans les hôpitaux de la région de Québec souffrant d'une cardiomyopathie inhabituelle (présentant généralement douleurs épisgastriques, cyanose généralisée, dyspnée, bruits diastoliques). Les malades sont presque tous des hommes (46 sur 48) de 30 à 50 ans, gros buveurs de bière (30 patients consommant plus de 6 litres par jour), souvent des débardeurs du port de Québec ; 20 d'entre eux décèderont, dont 14 dans les 24 heures suivant leur hospitalisation. Les études histopathologiques après autopsies révélèrent une pathologie myocardique spécifique de cause inconnue ainsi que des altérations de la thyroïde similaires à celles provoquées par des intoxications chimiques. Les docteurs Mercier, Têtu et Morin établissent un lien épimédiologique possible avec la consommation de bière Dow, la marque la plus consommée dans la ville et en excès par les victimes, et dès le début de l'enquête, le principal facteur étiologique soupçonné paraît être un additif chimique à la bière, sans toutefois exclure que la cardiomyopathie soit multicausale. On établit également un parallèle avec l'empoisonnement à l'arsenic de 2000 caisses de bières à Manchester en 1900 qui fit au moins 70 morts.  
Le 26 mars 1966, le quotidien La Presse de Montréal rapporte : « Ottawa enquête à Québec sur la mort étrange d’une quinzaine de personnes ». L’article mentionne que l'enquête conduite par le Service des aliments et des drogues du ministère fédéral de la Santé porte sur des buveurs de bière qui sont morts d'une insuffisance cardiaque. Il est mentionné qu'il s'agit de grands consommateurs de bière, mais dans les jours suivants, la une des différents quotidiens de Montréal et de Québec propagent une rumeur : les victimes sont mortes après avoir consommé de la bière fabriquée par la brasserie Dow de Québec. 
Les journalistes rapportent qu'une enzyme était ajoutée pour favoriser la stabilité de la mousse et qu'elle était soupçonnée d'être la cause des décès. Il ne s'agissait pas en fait d'une enzyme mais de sulfate de cobalt qui était testé à l'époque par plusieurs brasseries. Selon des informations qui n'ont jamais été confirmées, la brasserie Dow utilisait à titre expérimental ce produit depuis juillet 1965, et selon le docteur Morin, en quantité 10 fois supérieure dans sa production à Québec que dans ses autres brasseries, pour satisfaire la clientèle de cette ville qui appréciait les « cols mousseux ». Le sel de cobalt est aujourd'hui interdit dans la production de bière. Eric Kierans, ministre provincial de la Santé de l’époque, fait une déclaration ministérielle le 30 mars 1966 dans laquelle il cite un médecin de la ville de Québec comme source de cette analyse. Le ministre souligne cependant que la brasserie a fait l’objet d’une inspection rigoureuse et que rien n’indique qu'il y ait eu une contamination de la bière. 
La nouvelle se répand rapidement dans la population et les ventes des bières de Dow chutent radicalement. Pour calmer le jeu, la brasserie annonce par un communiqué de presse le 31 mars qu'elle suspend la production de la bière Dow à sa brasserie de Québec jusqu'à la fin de l'enquête et qu'elle détruira les stocks restants. Ces efforts sont mal perçus par la population qui y voit plutôt une reconnaissance de sa culpabilité. En l’espace d'un an, la brasserie Dow perd pratiquement toutes ses parts de marché au Québec, elle qui représentait alors 51 % des ventes à l’échelle provinciale et environ 85 % de celles dans la région de Québec. Dow ne se relève pas de ces manchettes, malgré les rapports d'enquête officielle qui concluent à l’absence de lien établi entre les produits de la brasserie et les décès. La forte consommation de bière des victimes était à l'époque la principale cause mise en avant. Par ailleurs, il n'a jamais été signalé que d'autres brasseries canadiennes de l’époque utilisaient à titre expérimental le même produit et qu'il est utilisé couramment par les brasseries américaines. 
A posteriori, le médecin cardiologue Yves Morin, qui soutient l'hypothèse du taux trop élevé en sulfate de cobalt, souligne qu'il n'y a eu aucun nouveau cas déclaré de "cardiomyopathie du buveur de bière" après l'arrêt de la production de la Dow à Québec. La plupart des 18 survivants réévalués en août 1967 consommaient à nouveau de la bière, en quantité souvent aussi importante, sinon plus, qu'avant leur hospitalisation. Cependant, aucun d'entre eux ne montrait de séquelles d'insuffisance cardiaque.
Des cas similaires de cardiomyopathies mettant en cause l'ajout de sulfate de cobalt à la bière sont signalés à Omaha (États-Unis) de décembre 1964 à juillet 1966 (64 cas et 30 morts), à Minneapolis (États-Unis) de 1964 à 1967 (28 cas et 12 morts) et à Louvain (Belgique) en 1965. Des cas de cardiomyopathie au cobalt ont par la suite été rapportés dans des situations d’intoxication industrielle. Le consensus médical actuel est que la "cardiomyopathie du buveur de bière" est multi-causale : présence de sel de cobalt dans la bière, importante consommation d'alcool (induisant un déficit en thiamine) et mauvaise alimentation (probablement déficitaire en protéines), l'anorexie étant aggravante. Il n'y a plus d'observations de ce syndrome depuis l'abandon des additifs à base de sels de cobalt dans la bière. Il n'est pas exclu qu'il y ait eu un important surdosage en sulfate de cobalt dans la production de bière Dow à Québec.
Pendant l’enquête, la Kingsbeer et la Black Horse, deux bières qui appartiennent à Dow, continuent d’être brassées à l’usine de Québec. En 1967, la brasserie Dow est vendue à la O’Keefe, mais la marque persiste et gagnera même des prix internationaux en 1968, 1969 et 1970 (voir l'étiquette). Elle survit aussi à la fusion de Carling-O'Keefe avec Molson en 1989. Ce n'est que 31 ans après l'affaire des morts suspectes, en 1998, que la bière Dow disparaît.